# Илхычы
Илхычы (азерб. İlxıçı) — село в Хачмазском районе Азербайджана.

## География
Расположено на Самур-Шабранской равнине на правом берегу реки Чигаджукчай к востоку от районного центра Хачмаза.

## История
Ильхичи известны как часть шахсевенов. Первоначально село именовалось Ильхичи-Хасан-Эфенди. В момент основания деревня была избавлена от податей и налогов по распоряжению кубинских ханов. Ойконим «Ильхичи» является распространённым в Азербайджане.
«Камеральное описание Кубинской провинции», составленное в 1831 году коллежским регистратором Хотяновским, приводит сведения о трёх деревнях Илхычы. Население двух из них обозначается шиитами, ведшими оседлый образ жизни и занимавшимися земледелием.
В списках населённых мест Бакинской губернии от 1870 года, составленных по сведениям камерального описания губернии с 1859 по 1864 гг., упоминается казначейская деревня Ильхычы-Хасан-Эфенди, расположенная при реке Карачай, вблизи Каспийского моря.
Жители численностью 61 человек (9 дворов) — азербайджанцы-шииты (в источнике по терминологии того времени именуются «татарами»).

## Население
Статистические данные посемейных списков на 1886 год показывают в Ильхычы-Хасан-эфенди IV Мюшкюрского участка Кубинского уезда Бакинской губернии 77 жителей (12 дымов) и все азербайджанцы-шииты (по источнику «татары»-шииты). Жители являлись крестьянами на казённой земле.
По результатам Азербайджанской сельскохозяйственной переписи 1921 года  в селении Ильхичи-Гасан-Эфенди Хачмасского сельского общества Кубинского уезда Азербайджанской ССР имелось 10 хозяйств, в которых проживали 61 человек. Преобладающая национальность — азербайджанские тюрки (азербайджанцы). Мужчин насчитывалось 36 человек, женщин — 25 человек. 
По материалам издания «Административное деление АССР», подготовленного в 1933 году Управлением народно-хозяйственным учётом АССР (АзНХУ), по состоянию на 1 января 1933 года в Илхычы Гасанэфенди Джигатайского сельсовета Хачмазского района Азербайджанской ССР насчитывалось 91 человек (24 хозяйства), среди которых было 44 мужчины и 47 женщин. Национальный состав Джигатайского сельсовета (общее число сёл составляло 15) состоял из тюрков (азербайджанцы) — 61.9 % и русских — 37.8 %.

## Экономика
По сведениям конца XIX века население Ильхичи-гасанъ-эфенди занималось коневодством.